# ازدواج همجنس در اسکاتلند
ازدواج همجنس در اسکاتلند (انگلیسی: Same-sex marriage in Scotland) ازدواج همجنس‌گرایان از ۱۶ دسامبر ۲۰۱۴ در اسکاتلند قانونی شده‌است. از آنجایی که قانون خانواده به پارلمان بریتانیا اختصاص ندارد، پارلمان اسکاتلند صلاحیت قانونی برای ایجاد تغییرات در قانون ازدواج دارد. قانون ازدواج همجنس گرایان در فوریه ۲۰۱۴ توسط پارلمان اسکاتلند تصویب شد و در ۱۲ مارس ۲۰۱۴ موافقت سلطنتی را دریافت کرد. این قانون در ۱۶ دسامبر به اجرا درآمد و بسیاری از شرکای مدنی روابط خود را به ازدواج تبدیل کردند. اولین مراسم ازدواج همجنس گرایان در ۳۱ دسامبر ۲۰۱۴ برگزار شد. مشارکت مدنی برای زوج‌های همجنس از سال ۲۰۰۵ در اسکاتلند قانونی شده‌است.